# グレアム・ヨスト
グレアム・ジョン・ヨスト（Graham John Yost 1959年9月5日 - ）はカナダ生まれの脚本家、テレビプロデューサー。
グラハム・ヨストとも表記される。

## 来歴
オンタリオ州のエトビコ生まれ。父親はカナダの人気テレビ司会者だった（Elwy Yost）。トロント大学卒業。
1989年からアメリカのテレビドラマの脚本を書き始める。1994年、映画脚本デビュー作『スピード』が世界的大ヒットとなり一躍注目を集めた。
その後はテレビドラマに活躍の場を移し、脚本・ショーランナーを手がける。『フロム・ジ・アース/人類、月に立つ』と『ザ・パシフィック』でプライムタイム・エミー賞を2回受している。

## 主な作品
映画
- スピード Speed (1994)
- ブロークン・アロー Broken Arrow (1995)
- スピード2 Speed 2: Cruise Control (1997) キャラクター創作
- フラッド Hard Rain (1998)
- ミッション・トゥ・マーズ Mission to Mars (2000)
- ラスト・キャッスル The Last Castle (2001)

テレビドラマ
- フロム・ジ・アース/人類、月に立つ 第2話「アポロ1号の悲劇」・第6話「人類の偉大な躍進-アポロ11号月面着陸-」 From the Earth to the Moon (1998)
- バンド・オブ・ブラザース 第7話「雪原の死闘」・第10話「戦いの後で」 Band of Brothers (2001)
- ヤング・アーサー Young Arthur (2002) 兼・製作総指揮
- Boomtown 第24回 (2002-03)
- Summerland (2004)
- Raines 第7回 (2007) 兼・製作総指揮
- ザ・パシフィック 第4章〜グロスター岬／パヴヴ〜 The Pacific (2010) 兼・共同製作総指揮、監督
- JUSTIFIED 俺の正義 Justified (2010 - 2015) クリエイター・製作総指揮
- Falling Skies (2011) 製作総指揮
- スニーキー・ピート Sneaky Pete (2015-) ショーランナー・製作総指揮・脚本
- ジ・アメリカンズ The Americans （2013－2018）ショーランナー・製作総指揮・脚本
- The Commons（2019－2020）ショーランナー・製作総指揮・脚本
- 窓際のスパイ Slow Horses (2022-)  製作総指揮
- サイロ Silo (2023-) ショーランナー・製作総指揮・脚本